# 凍りつく夏
『凍りつく夏』（こおりつくなつ）は、1998年7月6日から1998年9月14日まで日本テレビ系列で毎週月曜22:00 - 22:54（JST）に放映された、読売テレビ制作のテレビドラマ。
歪んだ家庭に嫁いだ女性弁護士の奮闘を描くサスペンスドラマ。平均視聴率は14.5％と、この枠のドラマとしては比較的高水準をキープした。本作品をもって、ダイア建設がスポンサーを降板して次の作品からグアム政府観光局にスポンサーを交代することになった。

## あらすじ
弁護士の及川夏希は同じ事務所で働く波多野由香の恋人の紺野達彦から上司の及川研一を紹介される。研一には離婚歴があり3人の子持ちであったが、彼の優しさに惹かれた夏希は研一と結婚する。だが研一の前では夏希に好意的だった研一の子供たちは研一がいない場所では夏希を受け入れない。夏希はやがて及川家が抱える大きな闇に直面し、研一の隠された素顔を知ることになる。夏希は彼らを救おうと奮闘するが・・・。

## キャスト
及川夏希
演 - 室井滋
弁護士。研一の後妻となるが、子供たちの様子から研一による虐待を疑う。父親を16歳の少年に殺された過去を持つ。
及川研一
演 - 佐野史郎
エリート然としているが、少年時代に父から受けた虐待がトラウマとなり、子供たちに対して暴力を振るう。やがて夏希にも暴力的に接することが増える。前妻にも暴力を振るっていた模様。
及川恵利子
演 - 山口紗弥加
研一の義妹。少女時代、及川慎三と再婚した母に連れられて及川家にやってきたが、義父（研一の実父）から虐待を受けて育つ。研一に対して固執する傾向があり、夏希を目の敵にする。
及川正樹
演 - 柏原収史
研一の長男。恋人に暴力を振るってしまうことがある。夏希にも当初は非好意的であったが、後に研一の暴力から守ろうとするように。
及川奈緒
演 - 小嶺麗奈
研一の長女。表向きは礼儀正しい優等生タイプだが、援助交際にのめり込んでしまう。当初は夏希に反感を抱いていたが、後に心を開くようになる。
及川祐介
演 - 藤原竜也（ナレーションも兼任）
研一の次男。明るい性格で、夏希に懐く。実母(真由美)の好きだったひまわりの世話をする。実は大きな秘密を抱えている。
森口純子
演 - 竹内結子
祐介の友人。飛び降り自殺を図る。
及川慎三
演 - マルセ太郎
研一と恵利子の父。再婚歴があり、実子の研一と継子の恵利子に対して壮絶な虐待を行った。恵利子の実母と死別後、ホームへ入居。のちに研一から示唆を受ける。この物語の全ての元凶。
品川治子
演 - 野際陽子
研一の前妻の真由美の母。娘の失踪に疑問を抱き、研一の元を訪れる。
真由美
演 -
研一の前妻。失踪している。
波多野由香
演 - 高樹沙耶
夏希と同じ弁護士事務所で働く。 夏希の良き相談相手となる。達彦とは恋人同士。
紺野達彦
演 - 細川茂樹
研一の部下。研一と夏希を引き合わせた。由香とは恋人同士。
廣井茂政
演 - 深沢邦之
夏希の働く弁護士事務所で働く青年。
笠井亜矢
演 - 長谷川理恵
男に絡まれていた所、結果的に正樹に助けられ、正樹に好意を寄せる。
田上久司
演 - 日野陽仁
夏希が相談を受けた虐待事件の、虐待を受けた少年の担当医。

## スタッフ
- 脚本：江頭美智留、横田理恵
- 演出：国本雅広、田中壽一、白川士
- 音楽：清水一登、メイヤー・ブリートナック
- 音楽監督：近藤由紀夫、小西香葉
- 主題歌：鈴木祥子「たしかめていてよ」
- エンディングテーマ：室井滋「あの空へ」
- チーフプロデューサー：今村紀彦
- プロデューサー：木村元子、佐藤丈
- 制作協力：ノアズ

## サブタイトル
| 各話                                                       | 放送日       | サブタイトル           | 脚本       | 演出     | 視聴率 |
| ---------------------------------------------------------- | ------------ | ---------------------- | ---------- | -------- | ------ |
| 第1話                                                      | 1998年7月6日 | みんなこわれていく     | 江頭美智留 | 国本雅広 | 16.1%  |
| 第2話                                                      | 7月13日      | あいつは人間じゃない!! | 江頭美智留 | 国本雅広 | 13.3%  |
| 第3話                                                      | 7月20日      | 狂気とゆがんだ愛情     | 江頭美智留 | 田中壽一 | 14.3%  |
| 第4話                                                      | 7月27日      | 生まれてこなければ     | 江頭美智留 | 田中壽一 | 13.9%  |
| 第5話                                                      | 8月3日       | ビルから飛んだ少女     | 横田理恵   | 国本雅広 | 13.4%  |
| 第6話                                                      | 8月10日      | 突然消えた前妻の秘密   | 江頭美智留 | 国本雅広 | 12.1%  |
| 第7話                                                      | 8月17日      | ひまわりの下から死体   | 江頭美智留 | 田中壽一 | 12.9%  |
| 第8話                                                      | 8月24日      | お父さんが壊れていく   | 江頭美智留 | 白川士   | 16.4%  |
| 第9話                                                      | 8月31日      | あなたが殺したの!      | 江頭美智留 | 田中壽一 | 16.1%  |
| 第10話                                                     | 9月7日       | 僕がお母さんを殺した   | 江頭美智留 | 白川士   | 15.8%  |
| 最終話                                                     | 9月14日      | そして幸せな終末       | 江頭美智留 | 田中壽一 | 15.7%  |
| 平均視聴率 14.5%（視聴率は関東地区・ビデオリサーチ社調べ） |              |                        |            |          |        |

## 関連商品
- 凍りつく夏 Vol.1 - Vol.4(バップ)1998年11月21日発売 VHSの単品商品。
- 凍りつく夏 オリジナル・サウンドトラック(ダブリューイーエー・ジャパン)1998年8月26日発売